# Synagoge (Sabile)

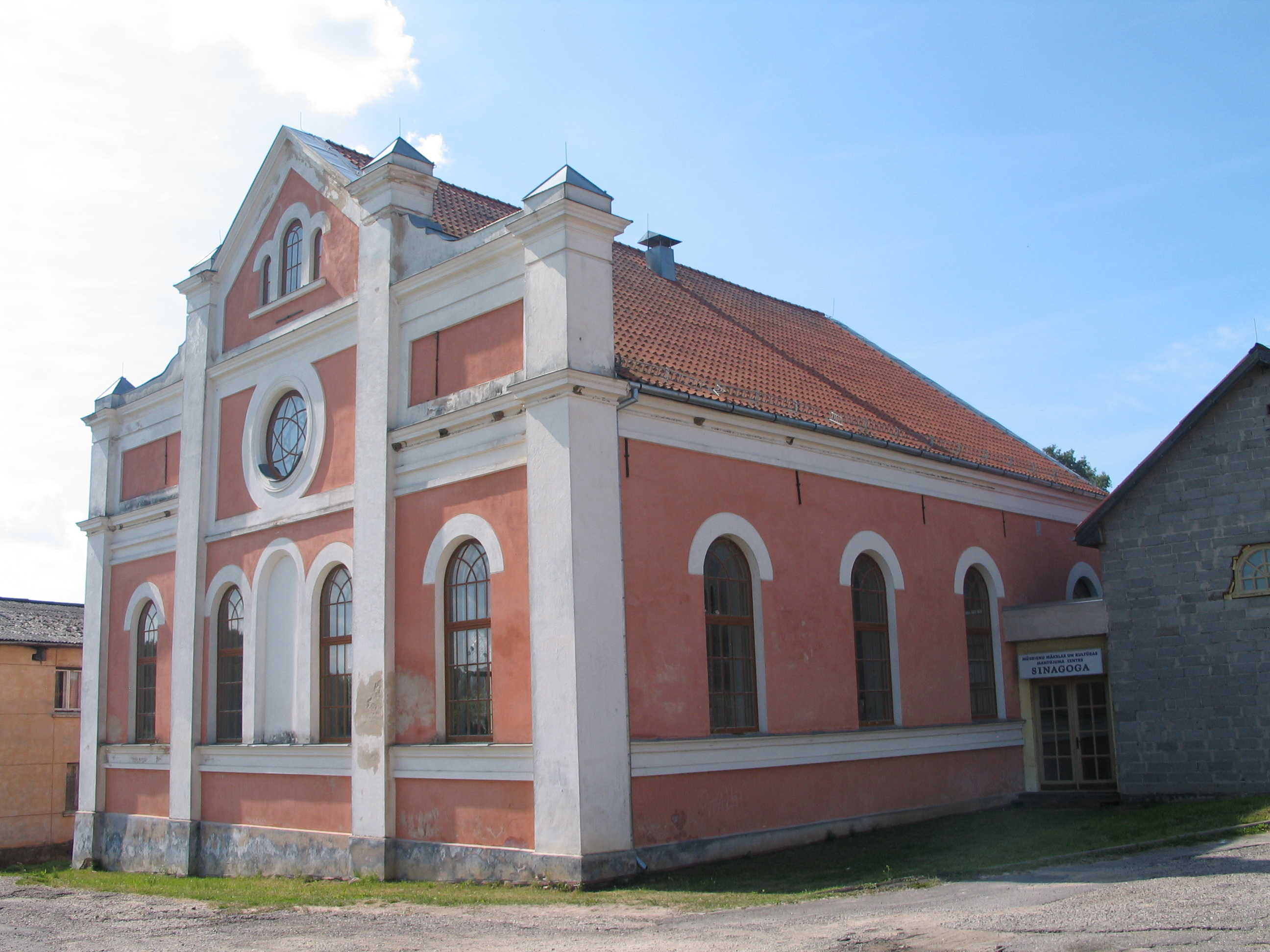
Ehemalige Synagoge in Sabile

Die Synagoge in Sabile (deutsch Zabeln), einer Stadt im Westen Lettlands, wurde 1890 errichtet. Die profanierte Synagoge im Stil des Neobarock wurde während des Zweiten Weltkriegs im Inneren verwüstet. 
Durch den Überfall auf die Sowjetunion vom 22. Juni 1941 kam das gesamte Gebiet Lettlands bis zum 8. Juli 1941 in den Machtbereich des nationalsozialistischen Deutschlands. Damit begann die Vernichtung fast der kompletten dort ansässigen jüdischen Bevölkerung.
Die ehemalige Synagoge wurde von 2001 bis 2004 renoviert und wird nun für kulturelle Veranstaltungen genutzt.